# NGC 1100
NGC 1100 ist eine Spiralgalaxie vom Hubble-Typ Sa im Sternbild Eridanus am Südsternhimmel. Sie ist schätzungsweise 334 Millionen Lichtjahre von der Milchstraße entfernt und hat einen Durchmesser von etwa 165.000 Lichtjahren.

Im selben Himmelsareal befinden sich u. a. die Galaxien NGC 1091, NGC 1092, NGC 1098, NGC 1099.
Das Objekt wurde am 17. Oktober 1885 vom US-amerikanischen Astronomen Francis Preserved Leavenworth entdeckt.